# عمارة الحديد الصب

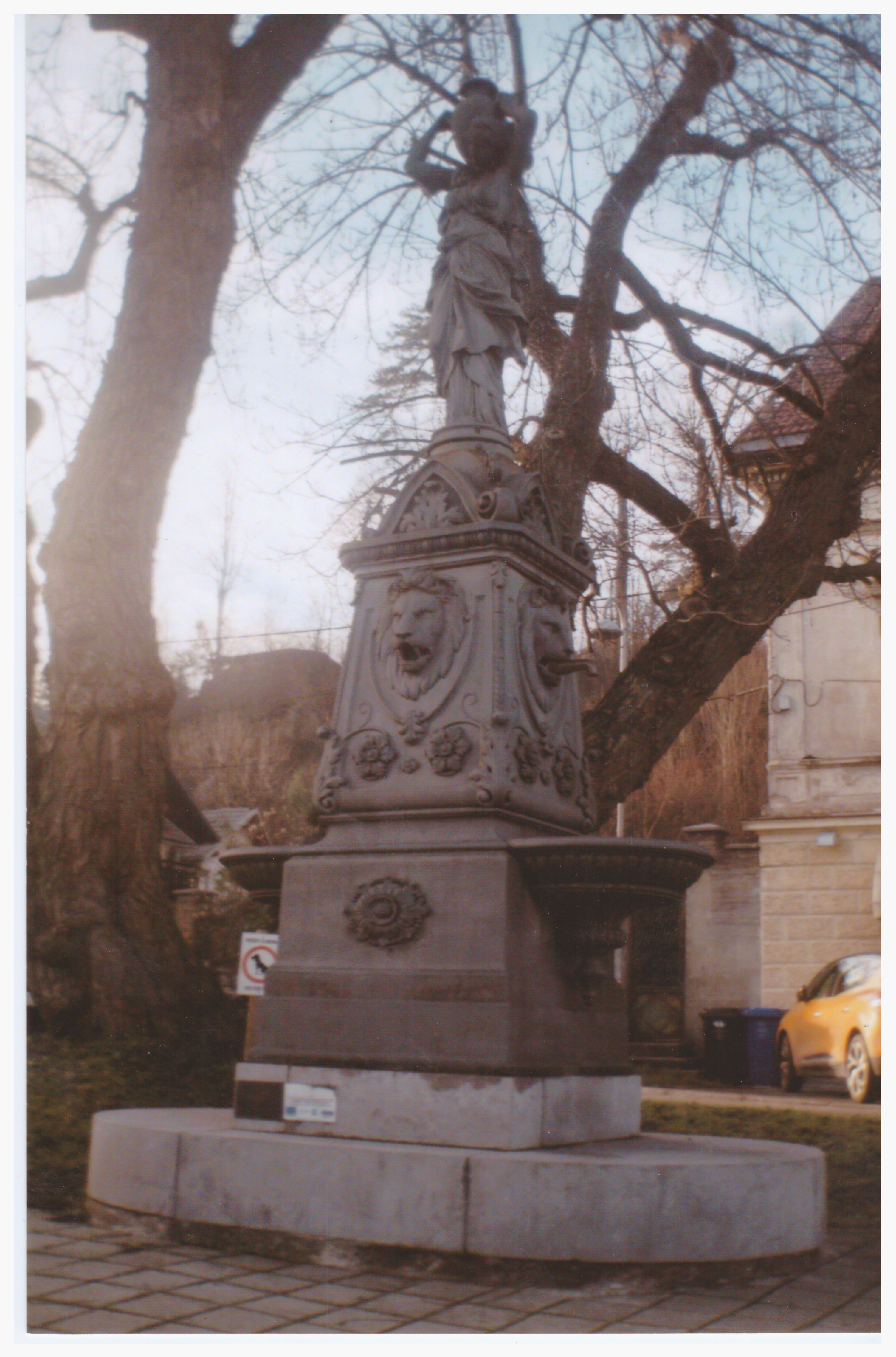
بئر رأس الأسد من الحديد الزهر في لوجاتيك، سلوفينيا

عمارة الحديد الصب هي عمارة تستخدم الحديد الصب في المباني والعناصر المعمارية، التي تتنوع بين الجسور والمستودعات والشرفات والأسوار. طورت أعمال التكرير خلال الثورة الصناعية في أواخر القرن الثامن عشر نوعًا من الحديد الصب رخيص الثمن ومناسبًا لمجموعة من الاستخدامات، ليصبح شائع الاستخدام كمواد إنشائية بحلول منتصف القرن التاسع عشر (وأحيانًا للمباني بكاملها)، ولا سيما في العناصر المعمارية المنقوشة مثل الأسوار والشرفات، ولكنه لم يعد رائجًا بعد عام 1900، واستعيض عنه بالصلب الحديث والخرسانة لأغراض إنشائية.

## الاستخدام الإنشائي
لا يعتبر الحديد الصب مادة إنشائية جيدة للتعامل مع الشد وعزم الالتواء بسبب هشاشته ومقاومته للشد المنخفضة نسبيًا مقارنة بالصلب والحديد المطاوع. يمتلك الحديد الصب قوة ضغط جيدة ونجح عند استخدامه في المكونات الإنشائية التي تتعرض للضغط إلى حد كبير مثل الجسور والمباني. فشلت الجسور والمباني المصنوعة من الحديد الصب في عدد قليل من الحالات عند إساءة استخدامها.
استُخدم الحديد الصب في وقت مبكر من القرن التاسع في بناء الباغودا في عهد سلالة تانغ في الصين. تصف النصوص التي كتبها الراهب البوذي الياباني إنن، بالتفصيل كلًا من الباغودا والتماثيل المصنوعة من الحديد الصب التي كانت منتشرة على نطاق واسع في الصين خلال ذاك الوقت. أدى اضطهاد البوذية في الصين إلى تدمير العديد من هذه الهياكل. أنشأت أسرة سونغ اللاحقة الباغودا المبينة من الحديد الصب، مستغلة قدرته على تشكيل الهيكل في الوقت نفسه الذي يتكيف فيه بأي شكل، مثل تقليد الإطارات الخشبية والبلاطات للباغودا التقليدية. بُنيت الباغودا الحديدية التي يبلغ ارتفاعها 22 مترًا في معبد يوكوان (معبد جايد سبرينغ)، دانغيانغ، خوبي، خلال عهد سلالة سونغ في عام 1061، وهو يشكل المثال الأبرز الذي ما يزال صامدًا حتى اليوم. استُبدل بالباغودا المبنية من الحديد الصب، البرونز الذي يتميز بالتفاصيل، مع استمرار استخدام الحديد الصب للعناصر الزخرفية مثل الأوعية والتماثيل.
سمحت طرق الإنتاج الجديدة في أوروبا، خصوصًا بريطانيا في أواخر القرن الثامن عشر، بإنتاج الحديد الصب بسعر رخيص نسبيًا وبكميات كبيرة بما فيه الكفاية لاستخدامه بشكل منتظم في مشاريع البناء الكبيرة. شملت طرق الإنتاج الجديدة استخدام الهواء عالي السرعة الذي يعمل بالمحرك البخاري، مما سمح بارتفاع درجات حرارة الفرن، الذي سمح بدوره باستخدام المزيد من الحجر الجيري لإضافة شحنة خام الحديد. أدى ارتفاع درجة حرارة الأفران إلى جعل الخبث الناتج عن الجير الإضافي يتدفق بحرية أكبر. يساعد الكالسيوم والمغنيزيوم في الجير على امتصاص الكبريت، مما سمح باستعمال فحم الكوك كوقود. أدى ارتفاع درجة حرارة الفرن أيضًا إلى زيادة قدرة الفرن.

### الأبراج
يُعد الجسر الحديدي في شروبشاير، الذي افتُتح في عام 1781، واحدًا من الأمثلة الهامة، إذ أنه عبارة عن هيكل مسبق الصنع مصنوع بالكامل تقريبًا من الحديد الصب. مع ذلك، كان التصميم مبالغًا فيه بشكل كبير، وعانى صناع المشروع (أبراهام داربي بشكل أساسي) من الناحية المالية نتيجة لذلك. لم تكن جودة الحديد المستخدمة في إنشاء الجسر عالية، ويمكن رؤية ما يقارب 80 صدعًا في الهيكل الحالي. في جميع الأحوال، أدى نجاح هذا الجسر إلى استخدام الحديد الصب في مزيد من الجسور والهياكل من قبل مسابك كولبروكديل وغيرها. عمل المهندس توماس تيلفورد على تحسين كل من التصميم وجودة المواد في الجسور، واستخدم الحديد الصب في بيلدواس عام 1796، أعلى النهر في كولبروكديل، وكذلك في القناة مثل قناة بونكتيسيلت الشهيرة عالميًا في شمال ويلز. بُنيت في عام 1805، كل من الأقواس والأحواض المصنوعة من الحديد الصب. في القارة، يُعد استخدام الحديد الصب في جسر الفنون في باريس عام 1804، استخدامًا مبكرًا وأنيقًا له في معابر أنهار المدن الرئيسية (تُعتبر الأعمال المعدنية في الجسر الحالي، نسخة مطابقة أُنشئت عام 1984، نتيجة الأضرار الإنشائية).
يُعد جسر هابني الرائع مثالًا ملحوظًا آخرًا في دبلن، صُب من قبل مسابك كولبروكديل، وبُني عام 1816. سرعان ما حل الأداء المتفوق والامتدادات الكبيرة للحديد المطاوع، ولاحقًا الجسور المعلقة بالأسلاك، محل الحديد الصب لبناء الجسور.

### الاستخدام المبكر في المباني
تتميز أعمدة الحديد الصب بكونها نحيلة للغاية مقارنة بالأعمدة الحجرية القادرة على حمل نفس الوزن. وفر هذا الأمر مساحة ضمن المصانع، وقد أوضحت طاحونة الكتان في ديثرينغتون المكونة من خمس طوابق، والتي أُنشئت في عام 1795، بهيكلها المصنوع من الحديد الصب، هذا المفهوم لينتشر في كل المطاحن متعددة المستويات في شمال إنجلترا، ثم في جميع أنحاء أوروبا والولايات المتحدة، مما ساهم في تغذية الثورة الصناعية. استمرت شعبية هذا المفهوم في المباني متعددة الطوابق، بسبب فائدته، فاستُخدم في جميع أنواع الهياكل الصناعية والتجارية، فضلًا عن دعم الشرفات في المسارح وحتى في الكنائس، ليحل مكانه آخر أخيرًا الصلب في عام 1900.
استخدم بعض المعماريين الحديد الصب في أوائل القرن التاسع عشر عند حاجتهم إلى دعائم صغيرة الحجم أو مجازات أكبر (أو عندما كان الحديد المطاوع مكلفًا للغاية)، لا سيما في الجناح الملكي في برايتون، الذي صممه جون ناش وبُني بين عامي 1816- 1823، حيث استُخدمت أعمدة الحديد الصب ضمن الجدران، وكذلك جوائز الحديد الصب لدعم هيكلية القباب المزخرفة، وقد أُخفيت الأعمدة في المطابخ بجعلها تبدو وكأنها أشجار نخيل.

### إطارات السقف
استُخدمت إطارات من الحديد الصب المتقن لقبة كاتدرائية القديس إسحاق في سانت بطرسبرغ (1837- 1838)، وفي سقف كاتدرائية شارتس الجديد (أيضًا بين عامي 1837- 1838، ليصبح أعرض مجاز مصنوع من الحديد في تلك الفترة) الذي أُنشئ نتيجة تعرض الكاتدرائية لحريق. بالمثل، استُخدمت إطارات الحديد الصب أيضًا في الجوائز ذات المجاز الكبير التي دعمت أسقفًا عريضة في قصر ويستمينستر (منذ أربعينيات القرن التاسع عشر وحتى خمسينات القرن نفسه).